# Kotschy gekkója
A Kotschy gekkója (Cyrtopodion kotschyi) a hüllők (Reptilia) osztályába a pikkelyes hüllők (Squamata) rendjébe a gyíkok (Sauria) alrendjébe és a gekkófélék (Gekkonidae) családjába tartozó faj.

## Előfordulása
Dél-Itália, Albánia, Macedónia, Bulgária, Görögország, Törökország, Égei-tenger szigetei, Krím (Jalta), Ciprus, Szíria (Aleppo), Izrael, Irán, Kis-Ázsia, Kelet-Ukrajna. Hazánkban szabadon is előfordul, csak betelepítették, továbbá Olaszországban is előfordul, de ott sem őshonos.

## Megjelenése
Nagy elterjedési területe miatt, rengeteg alfaja és színváltozata alakult ki. A kifejlett egyedek 9-11 centiméteresek. Színezetük rendkívül változatos, az egészen fehéres-világos szürkétől a majdnem teljesen feketéig. Egyes példányokrol hiányozhat a mintázat. Testet 16-22 harántirányú csík szakítja meg, ezek a csíkok mindig sötétebbek az alapszínnél, messziről nézve a zebra sávozottságára emlékeztethet.
|  |

A többi európai elterjedésű gekkófajtól lábaiban különbözik a legjobban. Ujjai nem korongban végződnek, lábai a nyakörvösgyíkfélék (Lacertidae) végtagjaihoz állnak a legközelebb.

## Életmódja
Ez a gekkófaj nagyon igényesen választja meg életterét. Mindig olyan sziklát, görgeteget választ melyre a nap járása során nem vetül árnyék. Gyakran páronként találkozhatunk velük, bár nincs bizonyíték monogamitásukra.Veszély esetén a repedésekbe húzódik vissza. Rendkívül gyors mozgású, karmaiank köszönhetően fali gyíkokat (Podarcis sp.) megszégyenítő módon halad a sziklákon.

## Szaporodása
2-4 tojását május végétől júniusig rakja szikla repedésekbe, fakéreg alá. A tojások 40-50 nap elteltével kelnek ki.